# Ulak Lebar (Lubuk Linggau Barat II)
Ulak Lebar is een bestuurslaag in het regentschap Lubuklinggau van de provincie Zuid-Sumatra, Indonesië. Ulak Lebar telt 4361 inwoners (volkstelling 2010).